# Mariantonia Avati
Mariantonia Avati (Bologna, 11 luglio 1966) è una regista italiana.

## Biografia
Figlia del regista Pupi Avati, il suo film Per non dimenticarti, uscito nelle sale nel 2006, ha vinto nello stesso anno il premio come "migliore opera prima" del Magna Graecia Film Festival.
Il suo romanzo Il silenzio del sabato vince il premio letterario “Maria Teresa di Lascia” nel 2019 e viene pubblicato da La Nave di Teseo. Nel 2020 pubblica sempre con La Nave di Teseo A una certa ora di un dato giorno

## Filmografia
- Caro domani – serie TV[2] (1999)
- Anime (2003)
- Per non dimenticarti (2006)

## Pubblicazioni
- Mariantonia Avati, Il silenzio del sabato, La nave di Teseo, 2018, ISBN 9788893444538.
- Mariantonia Avati, A una certa ora di un dato giorno, La nave di Teseo, 2020, ISBN 9788834602621.